# 普尤斯卡區

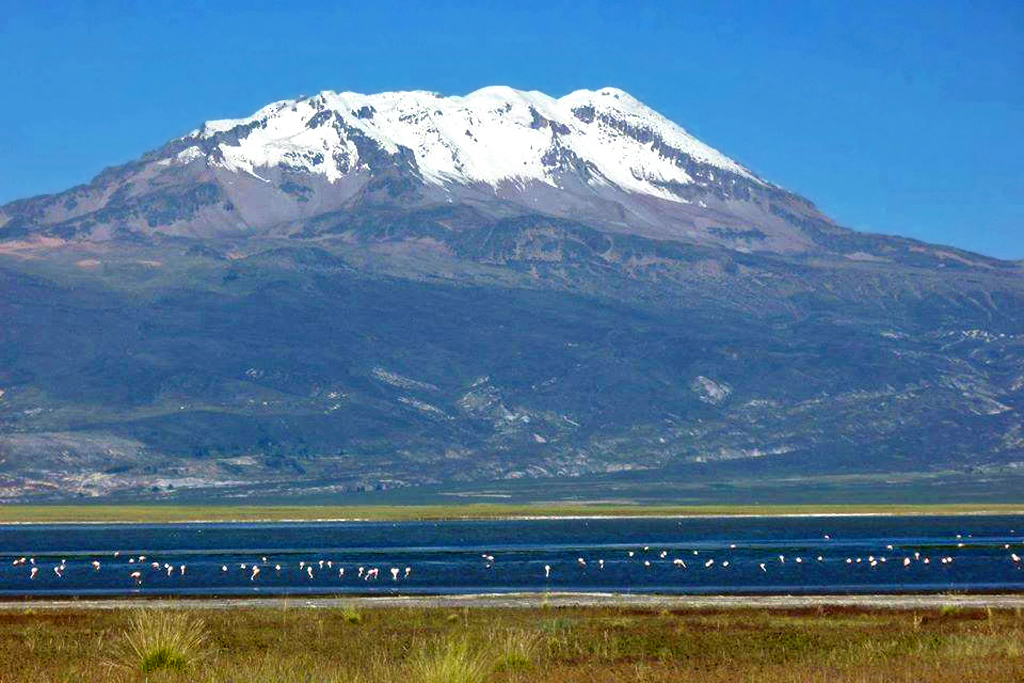

14°41′38″S 74°07′27″W / 14.69389°S 74.12417°W
普尤斯卡區（西班牙語：Distrito de Puyusca），是秘魯的一個區，位於該國中南部阿亞庫喬大區的帕里納科查斯省，始建於1954年3月5日，面積700.8平方公里，海拔高度3,290米，2005年人口3,055，人口密度每平方公里4.4人。